# Ганіой-Фоллс (Нью-Йорк)
Ганіой-Фоллс (англ. Honeoye Falls) — селище (англ. village) в США, в окрузі Монро штату Нью-Йорк. Населення — 2706 осіб (2020).

## Географія
Ганіой-Фоллс розташований за координатами 42°57′17″ пн. ш. 77°35′28″ зх. д. / 42.95472° пн. ш. 77.59111° зх. д. (42.954674, -77.591110).  За даними Бюро перепису населення США в 2010 році селище мало площу 6,72 км², з яких 6,59 км² — суходіл та 0,13 км² — водойми.

## Демографія
Згідно з переписом 2010 року, у селищі мешкали 2674 особи в 1184 домогосподарствах у складі 702 родин. Густота населення становила 398 осіб/км².  Було 1274 помешкання (190/км²).
Расовий склад населення:
| - 96,4 % — білих - 0,7 % — чорних або афроамериканців - 0,6 % — азіатів - 0,2 % — корінних американців |

До двох чи більше рас належало 1,7 %. Частка іспаномовних становила 1,8 % від усіх жителів.
За віковим діапазоном населення розподілялося таким чином: 24,8 % — особи молодші 18 років, 60,0 % — особи у віці 18—64 років, 15,2 % — особи у віці 65 років та старші. Медіана віку мешканця становила 41,9 року. На 100 осіб жіночої статі у селищі припадало 88,6 чоловіків;  на 100 жінок у віці від 18 років та старших — 81,2 чоловіків також старших 18 років.
Середній дохід на одне домашнє господарство  становив 77 289 доларів США (медіана — 61 250), а середній дохід на одну сім'ю — 96 947 доларів (медіана — 82 825). За межею бідності перебувало 6,7 % осіб, у тому числі 4,3 % дітей у віці до 18 років та 7,4 % осіб у віці 65 років та старших.
Цивільне працевлаштоване населення становило 1412 осіб. Основні галузі зайнятості: освіта, охорона здоров'я та соціальна допомога — 30,0 %, виробництво — 17,1 %, науковці, спеціалісти, менеджери — 11,2 %, роздрібна торгівля — 7,1 %.